# Cryodraco antarcticus
Cryodraco antarcticus és una espècie de peix pertanyent a la família dels caníctids i a l'ordre dels perciformes.

## Etimologia
Cryodraco deriva dels mots grecs κρύος (kryos; gebre, gelada) i δράκων (drakōn; drac), mentre que l'epítet antarcticus fa referència al seu lloc d'origen: l'oceà Antàrtic.

## Descripció
Fa 39,3 cm de llargària màxima. Està estretament relacionada amb Chaenocephalus aceratus (són similars en grandària, coloració, morfologia, reproducció, dieta i relació talla/pes), però es poden distingir per tota una altra sèrie de característiques. Totes dues espècies semblen ocupar un nínxol ecològic molt similar en el seu hàbitat, encara que Cryodraco antarcticus és menys abundant i reemplaça Chaenocephalus aceratus en aigües més fondes.

## Reproducció
La fase pelàgica larval té lloc a la darreria de l'hivern

## Alimentació i depredadors
Els adults es nodreixen de peixos (Pleuragramma antarctica) i krill (com ara, Euphausia superba i Thysanoessa macrura). El seu nivell tròfic és de 3,57. És depredat per Gymnodraco acuticeps.

## Hàbitat i distribució geogràfica
És un peix marí, batidemersal (entre 90 i 600 m de fondària) i de clima polar (60°S-78°S), el qual viu a l'oceà Antàrtic: les illes Òrcades del Sud, les illes Shetland del Sud, la península Antàrtica i els mars de Weddell, Bellingshausen, de Ross, de Scotia i de Davis.

## Observacions
És inofensiu per als humans i el seu índex de vulnerabilitat és moderat (45 de 100).